# 乌鲁木齐市市长列表
下表列出历任乌鲁木齐市市长：

## 中华民国时期
民国23年（1934年）5月，迪化市政府筹备处成立。次年（1935年）初正式成立迪化市政府；同年6月25日，新疆省政府第八十三次会议决定，迪化市市长为简任。民国27年（1938年8月），因地化城市规模及人口不足建市标准，市政府未得到国民政府行政院批准而撤销。民国29年（1940年）6月，迪化市政委员会成立，隶属新疆省政府，主要负责迪化市区域内市政建设事宜。民国34年（1945年）10月，国民政府内政部快邮代电称：“迪化市政府组织规程业经行政院修正通过，准予成立市政府。”在市政委员会基础上，同年11月1日（或说10月28日），迪化市政府正式成立，迪化市委员会同时撤销。
- 迪化市政府筹备处处长
  - 王立士，1934年5月-1935年在任。
- 迪化市市长
  - 王立士，1935年-1938年8月在任。
- 迪化市政委员会委员长
  - 周彬（毛泽民），1940年6月-1942年2月在任。
  - 李溥霖，1942年2月-1943年2月在任。
  - 王立士，1943年2月-1944年4月在任。
  - 刘兴沛，1944年4月-1944年10月在任。
  - 张宣泽，1944年10月-1945年10月在任。
- 迪化市市长
  - 金绍先，1945年10月-1946年7月24日在任。
    - 1946年4月8日国民政府公报显示，依国民政府令，任命金绍先权理迪化市市长职务[1]。7月24日，依国民政府令，权理市代金绍先被免职[2][3]。

  - 屈武，1946年7月-1949年12月在任。

## 中华人民共和国时期
1949年9月，新疆和平解放，原市政人员留任。1949年12月，迪化市人民政府成立。1955年4月，市人民政府改组为市人民委员会。1966年，乌鲁木齐市文化大革命领导小组成立，8月，文化大革命运动在全市掀起。1967年1月，各群众组织纷纷夺权，乌鲁木齐市各级领导机关陷于瘫痪。3月，乌鲁木齐军分区成立生产办公室，负责全市生产建设工作。1968年9月5日，经新疆军区党委批准，乌鲁木齐市革命委员会成立，取代中共乌鲁木齐市委、乌鲁木齐市人委职权。1981年9月，乌鲁木齐市革命委员会改组为乌鲁木齐市人民政府。
- 迪化市人民政府市长
  - 屈武，陕西渭南人，1949年12月-1950年9月在任。
  - 饶正锡，湖北钟祥人，1950年12月-1955年4月在任。
- 乌鲁木齐市人民委员会市长
  - 任白戈，陕西兴平人，1955年4月-1956年12月在任。
  - 阿不都热衣木·赛德，新疆喀什人，1956年12月-1958年9月在任。
  - 亚生 胡达拜尔地，新疆霍城人，1958年9月-1966年1月在任。
  - 阿木冬·尼牙孜，新疆轮台人，1966年1月-1967年1月在任。
- 乌鲁木齐军分区生产办公室主任
  - 孙绍荣，1967年3月-1968年9月在任。
- 乌鲁木齐革命委员会主任
  - 黄瑜，江西泰和人，1968年9月-1969年6月在任。
  - 阿明友，四川南部人，1969年6月-1973年5月在任。
  - 阿木冬·尼牙孜，新疆轮台人，1973年7月-1978年2月在任。
  - 吾布里海日·司马义，新疆阿克陶人，1979年3月-1981年9月在任。
- 乌鲁木齐市人民政府市长
  - 吾布里海日·司马义，新疆阿克陶人，1981年9月-1983年4月在任。
  - 司马义·买合苏提，新疆疏附人，1983年4月-1988年3月在任。
  - 玉素甫·艾沙，新疆鄯善人，1988年3月18日-1994年4月在任。
  - 买买提明·扎克尔，新疆库车人，1994年4月-1998年2月在任。
  - 努尔·白克力，新疆博乐人，1998年2月-2000年12月在任。
  - 雪克莱提·扎克尔，新疆伊宁人，2000年12月-2006年1月在任。
  - 乃依木·亚森，新疆吐鲁番人，2006年1月-2008年2月在任。
  - 吉尔拉·衣沙木丁，新疆阿图什人，2008年2月-2013年3月在任。
  - 伊力哈木·沙比尔，新疆塔城人，2013年3月-2018年1月在任。
  - 牙生·司地克，新疆哈密人，2018年1月-2021年4月在任。
  - 买买提明·卡德，新疆阿克苏人，2021年4月-2022年3月在任。
  - 牙合甫·排都拉，新疆哈密人，2022年3月任职。